# Гринберг, Савелий Соломонович
Савелий Соломонович Гринберг (31 января 1914, Екатеринослав — 14 января 2003, Иерусалим) — советский, затем израильский поэт и переводчик, мастер палиндрома.
В Москве — с двухлетнего возраста. Многолетний пропагандист творчества Владимира Маяковского: в начале 1930-х и в последующие годы активный участник Бригады Маяковского первого состава, затем научный сотрудник Государственного Литературного музея. Во время войны — Народное Ополчение, строительство оборонительных рубежей. 1943 год встретил на Малой Земле (под Новороссийском), 1944 год — на Рыбачьем полуострове. 1960-е годы — старший научный сотрудник Музея В. В. Маяковского в Гендриковом переулке.
С 1973 г. в Израиле. На Иерусалимском радио прочитал цикл уникальных лекций об израильской поэзии, раскрывая своеобразие творческой лаборатории каждого автора. Переводил с иврита современных поэтов, особенно Давида Авидана. Публиковался в журналах «Время и мы», «Возрождение», «Сион», «22», «Народ и земля», «Континент» и в различных антологиях.
Индивидуальная поэтика Гринберга наследует русскому классическому авангарду, вбирая опыт Хлебникова, Маяковского, Каменского. Мир поэзии Гринберга — война, город (Москва, потом Иерусалим), поэт и космос. Напряженность ритма поддерживается сменой различных стихотворных размеров. «Онегинскую строфу», в частности, Гринберг использовал в поэме «Онегостишия», чтобы воссоздать энциклопедически насыщенный внутренний мир человека XX века, с его разорванностью сознания и ассоциативностью мышления.

## Труды
- «Московские дневниковинки». Сб.стихотворений. Иерусалим, изд-во «Став», 1979 г., С. 127
- «Осени́я». Сб. стихотворений. Москва, изд-во «Carte Blanche», 1997 г., С. 152
- «Посвящается В. В. Маяковскому». Москва, изд-во «Рудомино», 2003 г., с. 52
- «Онегостишия и Онгсты». Москва, изд-во «Водолей Publishers», 2003 г., с. 240
- «Криптограммы с борта разведспутника». (Сб. ст. Д. Авидана. Перевод с иврита, предисловие и примечания С. Гринберг) Тель-Авив, 1976 г., С.104
- «Шира́ Хадиша́ — Страницы новой израильской поэзии в переводах Савелия Гринберга». Иерусалим, 1992 г; 2 изд-е там же, 1995 г., С. 168
- «Давид Авидан, Сб. стихотворений. Переводы с иврита Савелия Гринберга». Москва-Иерусалим, изд-во «Мосты Культы/Гешарим», 2003 г., С. 208